# 小行星6978
小行星6978（英語：6978 Hironaka）是一颗围绕太阳公转的小行星。1993年9月12日，圓舘金、渡邊和郎在北见发现了此天体。
这颗小行星的绝对星等为301.49733等。